# Tom Petty
Pour les articles homonymes, voir Petty.
Thomas Earl Petty, dit Tom Petty, né le 20 octobre 1950 à Gainesville (Floride) et mort le 2 octobre 2017 à Malibu (Californie),, est un chanteur et guitariste américain de rock.

## Biographie

### Carrière

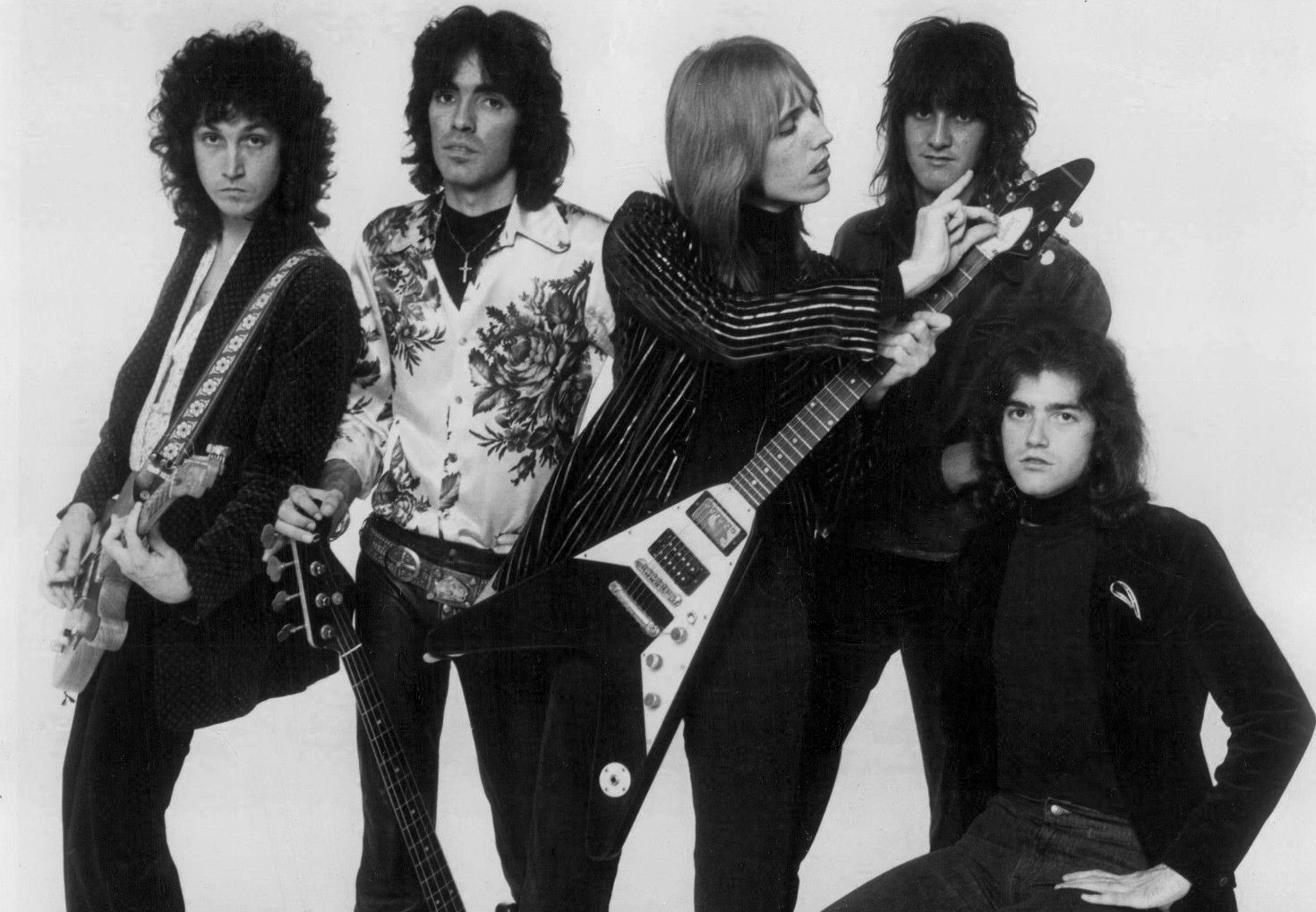
Tom Petty (au centre) and the Heartbreakers en 1977.

Tom Petty est le meneur et compositeur du groupe Tom Petty and the Heartbreakers, groupe de rock américain dont la chanson la plus connue est leur succès de la fin des années 1970, American Girl. Petty et son groupe commencent à jouer en Floride, leur État d'origine, mais au cours des années 1970, ils partent enregistrer à Los Angeles. Leur premier album, en 1976, qui inclut les titres Breakdown et American Girl, reçoit tout d'abord un très bon accueil au Royaume-Uni. À la sortie du deuxième, You're Gonna Get It, en 1978, le premier s'installe dans les classements américains des meilleures ventes. Ensuite, le succès de Damn the Torpedoes, en 1979, les propulse directement du circuit des night-clubs à des salles d'importance nationale.
À la fin des années 1980, Tom Petty entame une carrière solo. L'album Full Moon Fever, en 1989, qui inclut le désormais classique I won't back down, se place en tête des ventes cette année-là. À la même période, il collabore avec George Harrison, Bob Dylan, Roy Orbison et Jeff Lynne au sein du groupe The Traveling Wilburys.
En 1996, Tom Petty participe en tant que musicien à l'album American II : Unchained de Johnny Cash, album sur lequel figure Southern accents de Tom Petty dans une version reprise par Johnny Cash. En 2000, ce dernier reprendra le titre I won't back down dans une version acoustique à laquelle Petty ajoute sa voix sur les chœurs et que l'on peut trouver sur l'album American III : Solitary Man. Parmi les autres succès notoires de Petty, entré en 2002 au Rock and Roll Hall of Fame dont le discours d'introduction a été écrit par Jakob Dylan de The Wallflowers, on peut citer Don't Do Me Like That, Don't Come Around Here No More, Into the Great Wide Open, Free Falling et Learning to Fly.
Le 15 juin 2010 sort l'album Mojo, suivi d'une tournée qui le fait revenir en Europe dont à Paris (pour la première fois depuis 20 ans) pour un concert au Grand Rex le 27 juin 2013[réf. nécessaire].
Tom Petty & The Heartbreakers atteignent pour la première fois le sommet du Billboard 200 grâce à l'album Hypnotic Eye, le treizième du groupe, sorti le 29 juillet 2014 aux sonorités rock rappelant l'album Damn the Torpedoes. L'album s'écoule en première semaine à 131 000 exemplaires aux États-Unis. Il atteint également la première place au Canada et la cinquième place au Danemark et en Allemagne. L'enregistrement s'est étalé sur plusieurs années, les premières sessions remontant à août 2011 à Los Angeles. Il s'ensuit une tournée aux États-Unis et au Canada entre août et octobre 2014.
En décembre 2023, son titre Love Is A Long Road connaît un important regain de popularité en raison de son utilisation dans la première bande-annonce de Grand Theft Auto VI, un des jeux vidéos les plus attendus de l'Histoire,. Le nombre d'écoutes augmente ainsi de plus de 5 000 % sur Deezer, et de près de 37 000 % sur Spotify.

### Mort
Le 2 octobre 2017 à 20 h 40, Tom Petty est victime d'un arrêt cardiaque après une surdose accidentelle de médicaments, dans sa résidence de Malibu. Il meurt à l'hôpital, après une tentative de réanimation, à l'âge de 66 ans. Il est incinéré, et ses cendres sont remises à la famille.

### Action juridique contre Sam Smith pour plagiat
En janvier 2015, Tom Petty engage des poursuites contre le chanteur Sam Smith pour sa chanson Stay With Me, dont le refrain reprend exactement la mélodie du célèbre titre de Tom Petty I Won't Back Down (album  Full Moon Fever, 1989) ; « pures coïncidences », arguent les avocats de Sam Smith, et un arrangement à l'amiable est trouvé.

## Discographie

### Tom Petty and The Heartbreakers

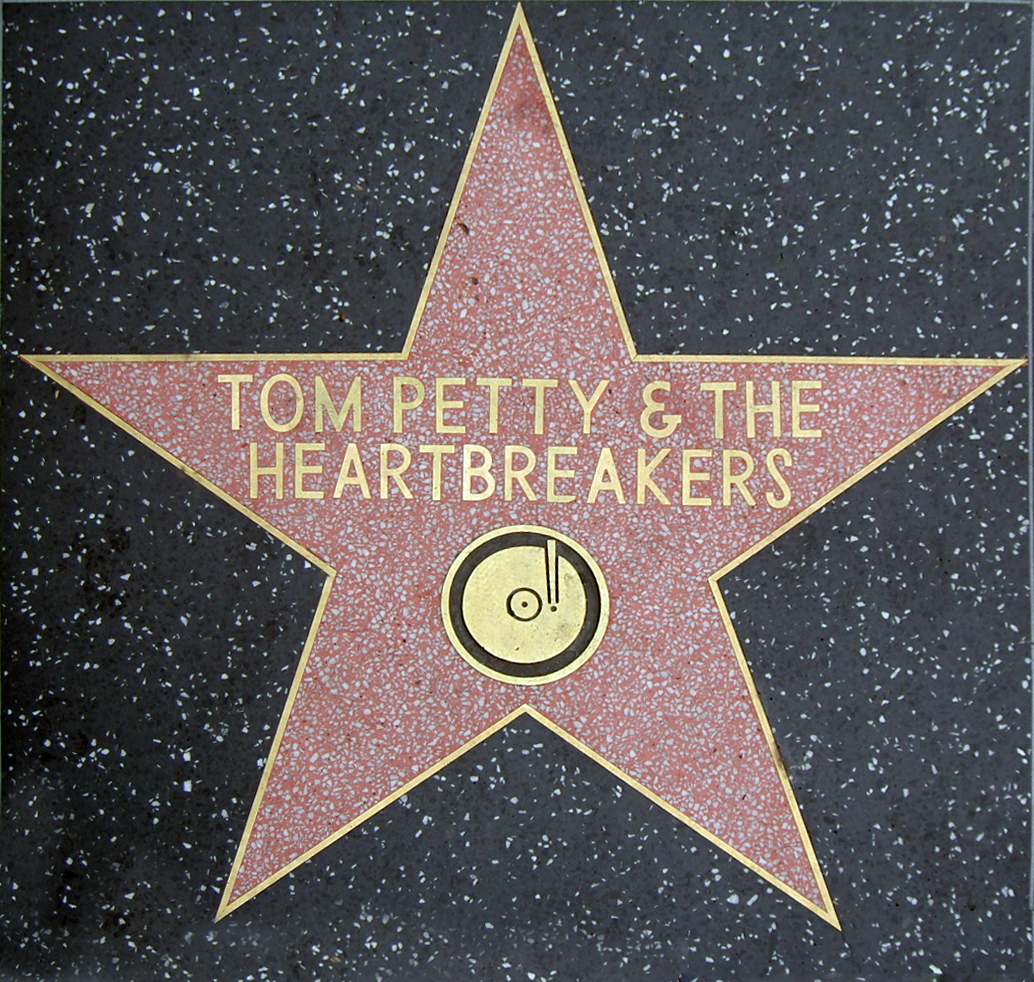
L'étoile de Tom Petty & the Heartbreakers sur le Walk of Fame à Hollywood.

- Tom Petty and the Heartbreakers, 1976
- You're Gonna Get It! (en), 1978
- Damn The Torpedoes, 1979
- Hard Promises, 1981
- Long After Dark (en), 1982
- Southern Accents, 1985
- Pack Up The Plantation (en), 1985
- Let Me Up (I've Had Enough) (en), 1987
- Into The Great Wide Open, 1991
- She's The One (en), 1996, bande originale du film
- Echo, 1999
- The Last DJ (en), 2002
- Mojo, 2010
- Hypnotic Eye, 2014
- Live at The Filmore ''recorded live in 1997'', 2022 (coffret 4 cd)

#### Compilations
- Greatest Hits (en), 1993
- Playback (en), 1995, coffret 6 CD
- Anthology: Through the Years (en), 2000, sur 2 CD
- The Live Anthology (en), 2009
- The Best of Everything: The Definitive Career Spanning Hits Collection 1976-2016 (en), 2018

### En solo
- Full Moon Fever, 1989
- Wildflowers, 1994
- Highway Companion (en), 2006
- An American Treasure, 2018 (Compilation de raretés et inédits période 1974-2016)
- Wildflowers & All the Rest, 2021 (Coffret 4 ou 5CD inclus réédition de l'album studio agrémenté de démos, live, inédits...)

### Mudcrutch
- Mudcrutch (en), 2008
- 2 (en), 2016

### Traveling Wilburys
- Traveling Wilburys Vol. 1, 1988
- Traveling Wilburys Vol. 3, 1990
- The Traveling Wilburys Collection, 2007

### Collaborations
- 1981 : Bella Donna de Stevie Nicks - Guitare et chant sur Stop draggin' my heart around, guitare sur Outside the rain.
- 1983 : The Wild Heart de Stevie Nicks - Guitare et chant sur sa composition I will run to you.
- 1996 : Go Cat Go! de Carl Perkins - Sur One more shot, Give me back my job et Restless (en).
- 1996 : Unchained de Johnny Cash - Chœurs, guitare acoustique, guitare électrique, basse, mandoline, Chamberlin (clavier).
- 2000 : American III: Solitary Man de Johnny Cash - Chœurs et orgue sur I won't back down, chœurs sur Solitary man.
- 2003 : Unearthed de Johnny Cash.
- 2003 : Concert for George, divers artistes - Sur Taxman, I need you, Handle with care et Wah-wah.
- 2014 : The Breeze: An Appreciation of JJ Cale d'Eric Clapton & Friends - Chant sur Rock n' roll records, I got the same old blues et The old man and me.
- 2024 : Missionary de Snoop Dogg - chant sur le titre Last Dance with Mary Jane

## Vidéographie
- The Fillmore, 1999
- Concert for George, divers artistes, 2003 - Concert hommage à George Harrison.
- Soundstage - Live, 2005
- Tom Petty and the Heartbreakers "Runnin' Down A Dream" A film by Peter Bogdanovitch , 2007

## Apparitions au cinéma et à la télévision

### Cinéma
- Le Silence des agneaux (1991) : American Girl, extrait de Tom Petty and the Heartbreakers
- Petits mensonges entre frères (1996) : She's The One, bande originale
- Postman (1997) : le maire de Bridge City (lui-même, dans une version d'un futur post-apocalyptique)
- Jerry Maguire (1997) : Free Fallin, extrait de Full Moon Fever (1989)
- Appaloosa (2008) : Scare Easy au générique de fin (audio)

### Télévision
- The Simpson saison 14 épisode 2: lui même
- Parker Lewis ne perd jamais: lui-même
- Californication : Wake Up Time, extrait de Wildflowers (1994)
- Scrubs : American Girl, extrait de Tom Petty and the Heartbreakers (1976)
- La Servante écarlate : American Girl, extrait de Tom Petty and the Heartbreakers (1976)
- 2002 : Les Simpson, épisode Homer like a Rolling Stone : lui-même
- 2017 : The Defiant Ones (série documentaire musicale) d'Allen Hughes : lui-même
- Ugly Betty (saison 3, épisode 1) : American Girl, extrait de Tom Petty and the Heartbreakers (1976)

### Jeux vidéo
- Grand Theft Auto: San Andreas : Runnin' Down A Dream, extrait de Full Moon Fever (1989) ;
- Rocksmith : Good Enough (2011) ;
- Rocksmith 2014 : Mary Jane's Last Dance (2014) ;
- Lego Rock Band : Free Falling ;
- Grand Theft Auto VI : Love is a Long Road, extrait de Full Moon Fever (1989)

## Filmographie
Dans The Postman (1997) de Kevin Costner, Tom Petty joue le rôle du maire d'une des cités indépendantes que visite le héros, mais aussi - selon certains - son propre rôle[réf. nécessaire] : le Postman reconnaît en effet en lui une célébrité du monde préapocalyptique (sans plus de précision). Tom Petty aurait 63 ans à l'époque décrite dans le film (dont l'action se déroule en 2013), mais son visage n'a cependant pas été vieilli artificiellement pour l'occasion.